# 6865 Dunkerley
6865 Dunkerley este un asteroid din centura principală de asteroizi.

## Descriere
6865 Dunkerley este un asteroid din centura principală de asteroizi. A fost descoperit pe 2 octombrie 1991 la Yatsugatake de Yoshio Kushida și Osamu Muramatsu. Asteroidul prezintă o orbită caracterizată de o semiaxă mare de 2,30 ua, o excentricitate de 0,14 și o înclinație de 3,1° în raport cu ecliptica.